# Quelle Heure Est-Il
Quelle Heure Est-Il – dwudziesty siódmy singel oraz utwór niemieckiego DJ-a i producenta - Tomcrafta, wydany 10 sierpnia 2005 w Niemczech przez wytwórnię Kosmo Records (wydanie 12"). Utwór pochodzi z trzeciego albumu Tomcrafta - Hyper Sexy Conscious (trzeci singel z tej płyty). Na singel składa się tylko utwór tytułowy w trzech wersjach.

## Lista utworów
1. Quelle Heure Est-Il (Club Mix) (5:37)
2. Quelle Heure Est-Il (Coburn Remix) (6:53)
3. Quelle Heure Est-Il (Tom's Rock'n'Roll Mix) (6:43)